# Antianalgesia
Antianalgesia è la capacità di alcune molecole endogene (in particolare colecistochinina e neuropeptide Y) di contrastare gli effetti degli analgesici esogeni (come la morfina) o dei neurotrasmettitori inibitori del dolore endogeno, come gli oppioidi endogeni. Una forma di antianalgesia può essere appresa usando metodi simili all'inibizione condizionata, come dimostrato nei ratti.